# Emma Wiberg
Emma Ulrika Wiberg, född 3 april 1901 i Valla i Undrom i Boteå församling i Ångermanland, död där 28 maj 1990, var en svensk damastväverska.

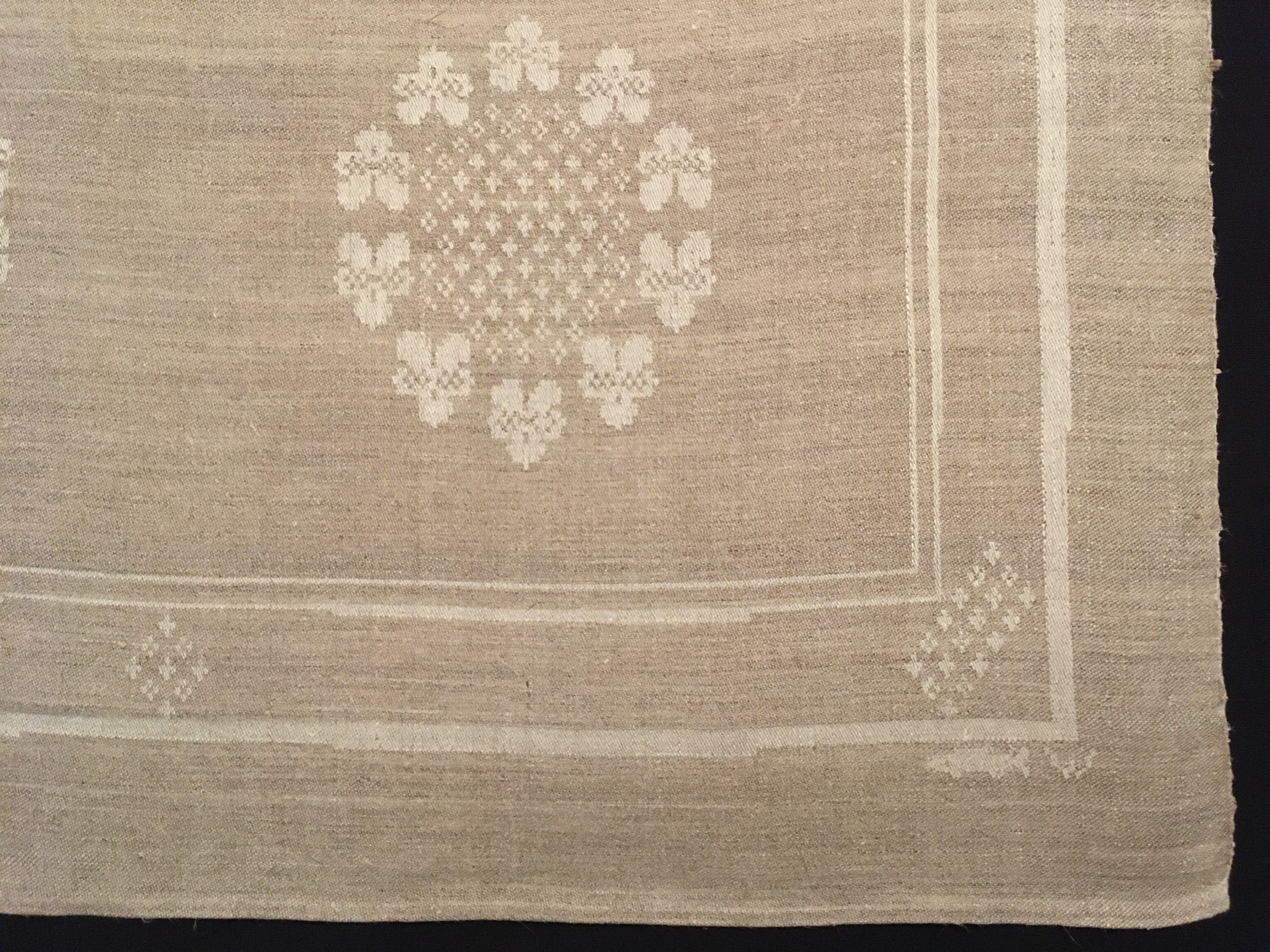
Till Röhsska museets stora Emma Wiberg utställning i början av 1980-talet skapades denna lilla damastduk till museibutiken.

Hon vävde särskilt stora damastdukar med tillhörande servetter på uppdrag av Ångermanlands läns hemslöjdsförening. Många av mönstren gjordes av textilkonstnären Gulli Lundquister, bland annat länets bröllopsgåva till prinsparet Gustaf Adolf och Sibylla 1932. Övriga medhjälpare var spinnerskor och väverskor som hon lärde upp själv. Damastvävarna har invävt en lax som står för Ångermanland och W som står för Wiberg.
Emma Wiberg blev en symbol för förnyelsen i den ångermanländska linnevävtraditionen. Wiberg finns representerad vid bland annat Nationalmuseum i Stockholm.
Fram till sin död tillhörde Wiberg Filadelfiaförsamlingen i Undrom .